# Глушко, Михаил Филиппович
Михаил Филиппович Глушко (29 мая 1920, Кременчугский район — 8 сентября 1943, Роменский район, Сумская область) — младший лейтенант Рабоче-крестьянской Красной армии, участник Великой Отечественной войны, Герой Советского Союза (1943).

## Биография
Михаил Глушко родился 29 мая 1920 года в селе Максимовка (ныне — Кременчугский район Полтавской области Украины) в крестьянской семье. Окончил семь классов школы, был рабочим в Хабаровске. В 1938 году Глушко был призван на службу в Рабоче-крестьянскую Красную Армию. С июля 1941 года — на фронтах Великой Отечественной войны. В 1942 году он окончил курсы младших лейтенантов. К сентябрю 1943 года младший лейтенант Михаил Глушко командовал взводом 574-го стрелкового полка 121-й стрелковой дивизии 60-й армии Центрального фронта. Отличился во время освобождения Сумской области Украинской ССР.
8 сентября 1943 года подразделения 121-й дивизии вышли к селу Смелое Роменского района. Рано утром они приступили к освобождению села. Глушко первым в роте поднял в атаку свой взвод во время вражеской контратаки. Не выдержав натиска, противник был вынужден отойти на исходные позиции. Во время второй контратаки Глушко занял позицию за станковым пулемётом и открыл огонь по противнику. В двух контратаках противника понёс серьёзные потери: было убито и ранено более 100 немецких солдат и офицеров. Во время отражения очередной контратаки Глушко получил ранение, но поля боя не покинул, вновь подняв взвод в атаку и погибнув в бою. Похоронен в селе Снежки Бурынского района Сумской области.

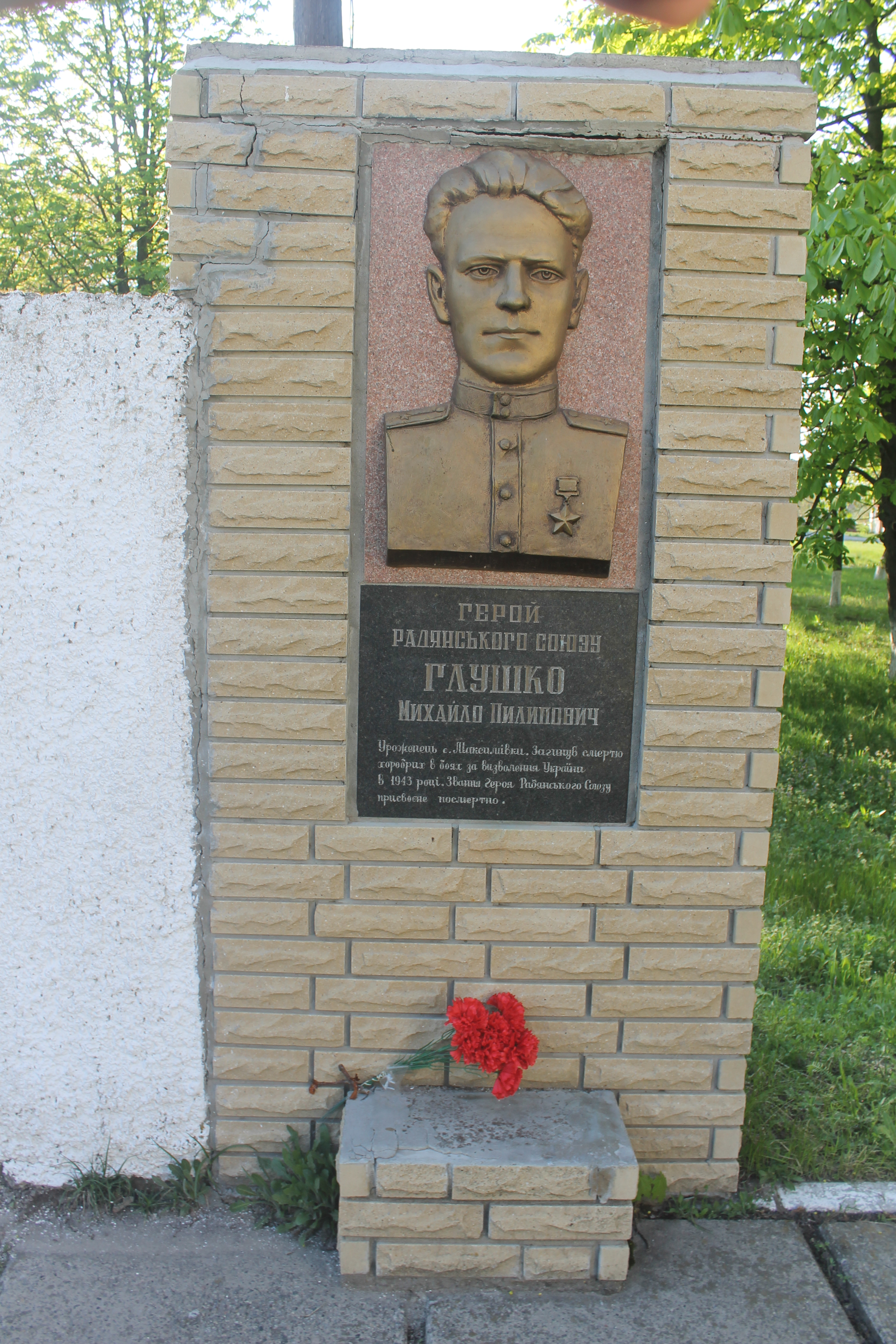

Указом Президиума Верховного Совета СССР от 17 октября 1943 года за «образцовое выполнение боевых заданий командования на фронте борьбы с немецкими захватчиками и проявленные при этом мужество и героизм» младший лейтенант Михаил Глушко посмертно был удостоен звания Героя Советского Союза. Также был награждён орденами Ленина, Отечественной войны 1-й степени и рядом медалей.